# Castelvetro di Modena
Castelvetro di Modena ist eine italienische Gemeinde (comune) in der Provinz Modena in der Emilia-Romagna. Die Gemeinde liegt etwa 15 Kilometer südlich von Modena und etwa 32 Kilometer westlich von Bologna.

## Wirtschaft
Besondere Bekanntheit genießt Castelvertro als Anbaugebiet des Lambrusco Grasparossa di Castelvetro rosso, einem Lambrusco, der unter seiner Herkunftsbezeichnung (D.O.C.) geschützt ist. Hier wird auch der wettbewerbsrechtlich geschützte Balsamico-Essig aus der Provinz Modena produziert.
Sie ist ein Zentrum der Süßwarenindustrie und seit 1946 Hauptsitz der Firma Ferrero.

## Gemeindepartnerschaften
Castelvetro di Modena unterhält 1984 eine inneritalienische Partnerschaft mit der Gemeinde Castelfidardo in der Provinz Ancona sowie seit 2002 eine Partnerschaft mit der französischen Gemeinde Montlouis-sur-Loire im Département Indre-et-Loire.